# Erich Brenter
Erich Brenter (23. února 1941 – 2. dubna 2024) byl rakouský skibobista a mistr Evropy v jízdě na skibobech.
Skibobista je také jeho bratr Willi Brenter, mistr světa i Evropy v jízdě na skibobech.

## Výsledky
- ME: vítěz